# 毛奇龄

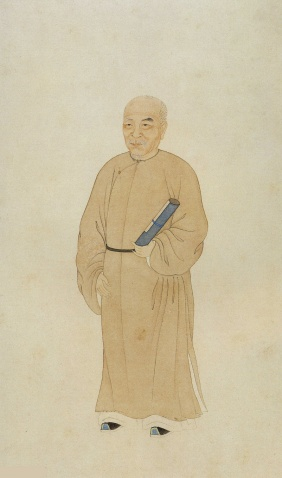
《清代學者像傳》第一集之毛奇齡像

毛奇齡（1623年—1716年），原名甡，字大可，又字齊于、于一，號西河，又號河右、初晴、秋晴、晚晴、僧弥、僧开、春庄、春迟等，浙江紹興府蕭山縣人，明末清初经学家、文学家。

## 生平

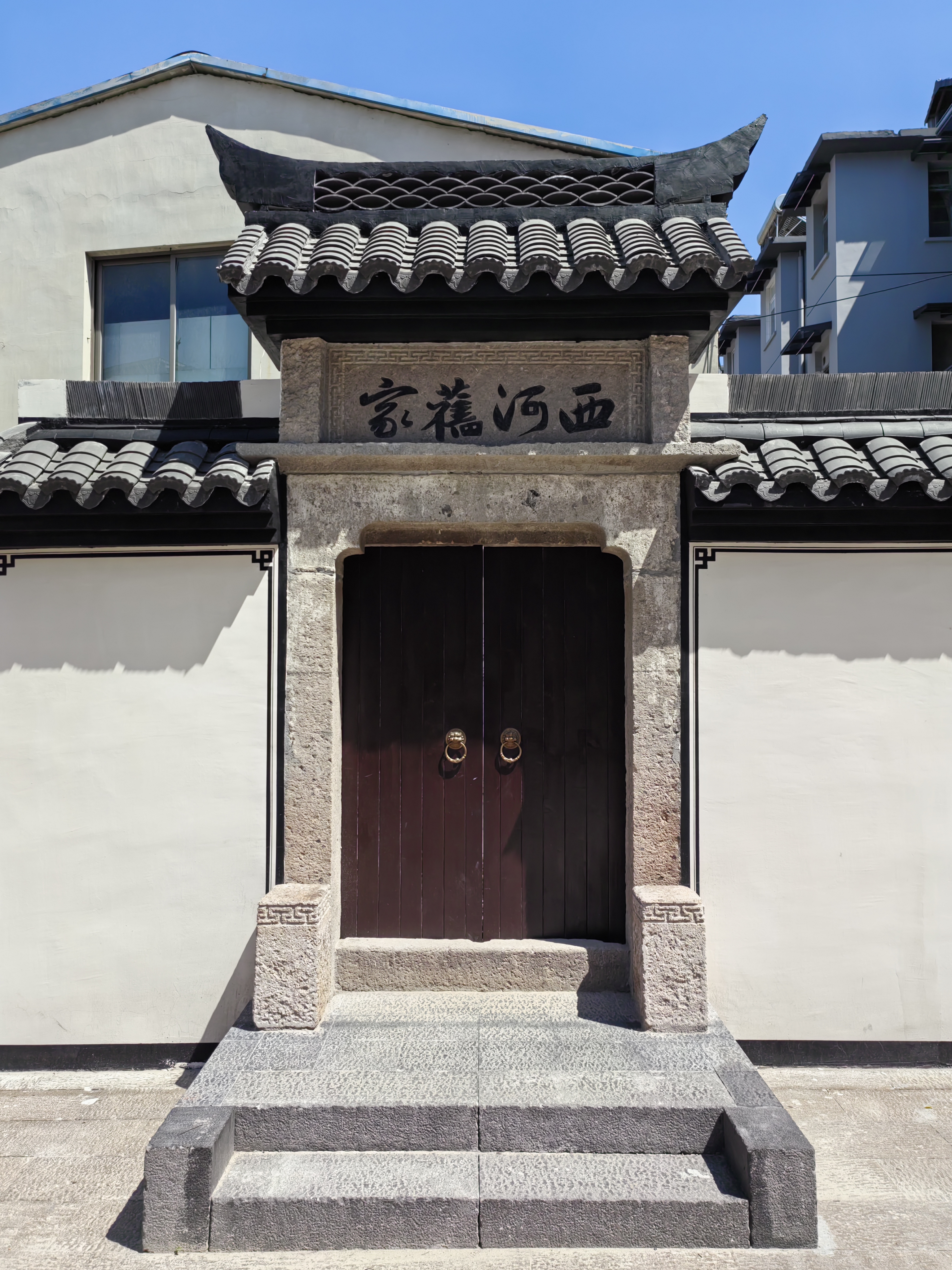
浙江省杭州市萧山区毛奇齡舊居遺址重建的牆門

少時聰穎過人，十三歲應明末童子試，主考官陈子龙见他年幼，玩笑说：“黄毛未退，亦来应试？”毛奇龄答道：“鹄飞有待，此振先声。”對仗頗工，眾人皆驚。清兵南下，與沈禹錫、蔡仲光、包秉德避兵於深山，築土室讀書，曾謂：“元明以來無學人，學人之絕斯三百年矣。”康熙十八年（1679年）舉博学鸿儒科二等，授翰林院檢討，充史館纂修。康熙二十四年（1685年）任會試同考官，康熙二十六年（1687年），因兩膝腫脹，關節僵硬，辭職歸隱，居杭州竹竿巷兄長毛萬齡家。專心著述。康熙五十五年（1716年）病逝。葬於蕭山北幹後浦灘。
毛奇齡之文章“縱橫博辨，傲睨一世”，他反對朱子學，他的弟子收集其舊文編撰《四書改錯》以攻擊朱熹《四書章句集注》。他還寫了一部《仲氏易》，把宋人講的《易經》推倒。毛奇齡認為周敦頤的《太極圖》是來自道教的文獻。全祖望平生最惡毛奇齡之書，奮力攻擊。又著有《湘湖水利志》3卷、《萧山县县志刊误》3卷等。清初《四庫全書》收錄其著作二十八種，見於《存目》的三十五種，為《四庫全書》中個人著作被收錄最多的一位。

## 家族
毛氏其先出自“注經世業”的《毛詩》註釋者。
兄毛萬齡。

## 著作
《毛诗续传》、《古今通韵》、《春秋毛氏传》、《经集》、《竟山乐录》、《樂本解說》、《皇言定聲錄》、《西河诗话》、《词话》、《四书改错》、《河图洛书原舛编》、《太极图说遗议》，后人编著《西河合集》。